# Хилонида (дочь Леотихида)
Хилонида (греч. Χιλονίς) — спартанская представительница царского рода, дочь Леотихида, жена полководца Клеонима и мать Арея II, царя Спарты. Она известна по биографии Пирра из «Сравнительных жизнеописаний» Плутарха.
Муж Хилониды Клеоним, который был гораздо старше неё, не смог унаследовать трон своего отца Клеомена II из-за своего жестокого и деспотичного поведения и провёл много лет вдали от Спарты в качестве наёмника. Хилонида был ему неверна с Акротатом, сыном спартанского царя Арея I. Арей I находился со своей армией в Гортине в Крите в 272 году до н. э., когда Клеоним напал на его родину при поддержке Пирра, царя Эпира.
Хилонида предпочла бы смерть возвращению своего мужа. В рассказе Плутарха о битве она держала верёвку, обвязанную вокруг своей шеи, и была готова покончить с собой в случае поражения спартанцев. С помощью своих женщин спартанцы же под предводительством Акротата смогли выдержать это нападение до возвращения своего царя из Гортины. Арею I удалось нанести решительное поражение Пирру и Клеониму.
У Хилониды и Клеонима был сын, который впоследствии стал царём Спарты под именем Арея II.
В ходе раскопок в спартанском святилище Артемиды Ортии было найдено четыре вотивных дара, посвящённых некой Хилонидой. Учитывая, что это были импортные гончарные изделия эллинистического времени, исследователь Артур Вудварт предположил, что данные подношения были сделаны представительницей царского рода. Это могла быть одна из трёх известных носительниц данного имени, живших в ту эпоху: дочь Клеомена II, дочь Леотехида или дочь Леонида II.